# Liza, a rókatündér
Liza, a rókatündér è una commedia nera del 2015 diretta da Károly Ujj Mészáros.

## Trama
Liza è una dolce e timida infermiera che da 12 anni si prende cura di Marta, vedova di un ambasciatore giapponese, grazie alla quale ha imparato la lingua giapponese e con cui ascolta le canzoni del defunto cantante Tomy Tani, il cui spirito appare unicamente a Liza da sei anni. Il giorno del suo trentesimo compleanno, ispirata dal suo romanzo preferito, Liza si reca in un fast food in attesa dell'anima gemella. Ciò provoca la gelosia di Tomy, che per ripicca uccide Marta. Con la morte della donna, Liza ne eredita l'appartamento, suscitando lo scontento dei parenti di Marta.
Liza desidera ardentemente trovare un fidanzato, ma tutti gli uomini che mostrano interesse per lei muoiono uno dietro l'altro, sempre a causa di Tomy. Liza crede di essere vittima della maledizione della volpe fatata: secondo la mitologia giapponese, chiunque si innamori di tale demone è destinato a una morte orribile. L'unico modo per spezzare la maledizione consiste nell'amare in modo disinteressato.
Proprio a causa di queste morti, la polizia incarica il sergente Zoltán di investigare sulla faccenda; Zoltán diventa perciò affittuario nell'appartamento di Liza. Tomy cerca in tutti i modi di ucciderlo, fallendo ogni volta. Nel frattempo, Liza crede di aver trovato l'anima gemella in Henrik, l'unico parente di Marta che la tratta con rispetto. Anche quest'ultimo viene ucciso da Tomy, che sfrutta la gelosia del marito di una delle sue amanti. Liza viene portata in commissariato e interrogata, ma Zoltán riesce a scagionarla.
Lo stress subìto da Liza la porta a decidere di suicidarsi ingerendo dei sonniferi. Nel delirio, Liza sogna se stessa nel fast food in compagnia di Henrik; quando questi non riesce a rispondere ad alcune domande, Liza capisce di aver frainteso alcuni segnali, in realtà opera di Zoltán, il quale la ama sinceramente. A quel punto, al posto di Henrik compare Tomy, il quale le rivela di essere la Morte in persona, e di aver organizzato tutti gli eventi affinché Liza morisse volontariamente, per poter stare per sempre insieme. Al rifiuto di Liza, Tomy minaccia di rendere la vita di Zoltán un inferno; Liza accetta a malincuore di rimanere con lui, ma è proprio questa decisione a spezzare la sua maledizione: è infatti necessario che l'amore disinteressato sia ricambiato. Zoltán raggiunge Liza appena in tempo, facendole sputare le pillole.
Dieci anni più tardi Liza e Zoltán, sposati e con una bambina, decidono di partire per un viaggio in Finlandia, accompagnati dal fantasma di Tomy.

## Riconoscimenti
Il film ha ottenuto 24 premi e 5 candidature.